# Gargatha
Gargatha – jednostka osadnicza w Stanach Zjednoczonych, w stanie Wirginia, w hrabstwie Accomack, Oceanem Atlantyckim.